# Hargnies (Nord)
Pour les articles homonymes, voir Hargnies.
Hargnies est une commune française située dans le département du Nord, en région Hauts-de-France.

## Géographie
Hargnies est une petite localité de l'Avesnois, située entre l'axe Bavay-Maubeuge et la Sambre en lisière de forêt de Mormal sur le ruisseau de Foursière et le ruisseau de Coutant, à proximité d'un coude de la Sambre.

### Communes limitrophes
|            | La Longueville  |              |
| Locquignol | Hargnies        | Vieux-Mesnil |
|            | Pont-sur-Sambre |              |

### Hydrographie

#### Réseau hydrographique
La commune est située dans le bassin Artois-Picardie. Elle est drainée par la Rue du Pied Perchon, le ruisseau de la Forêt de Mormal, le ruisseau d'Hoisies et un autre petit cours d'eau,.

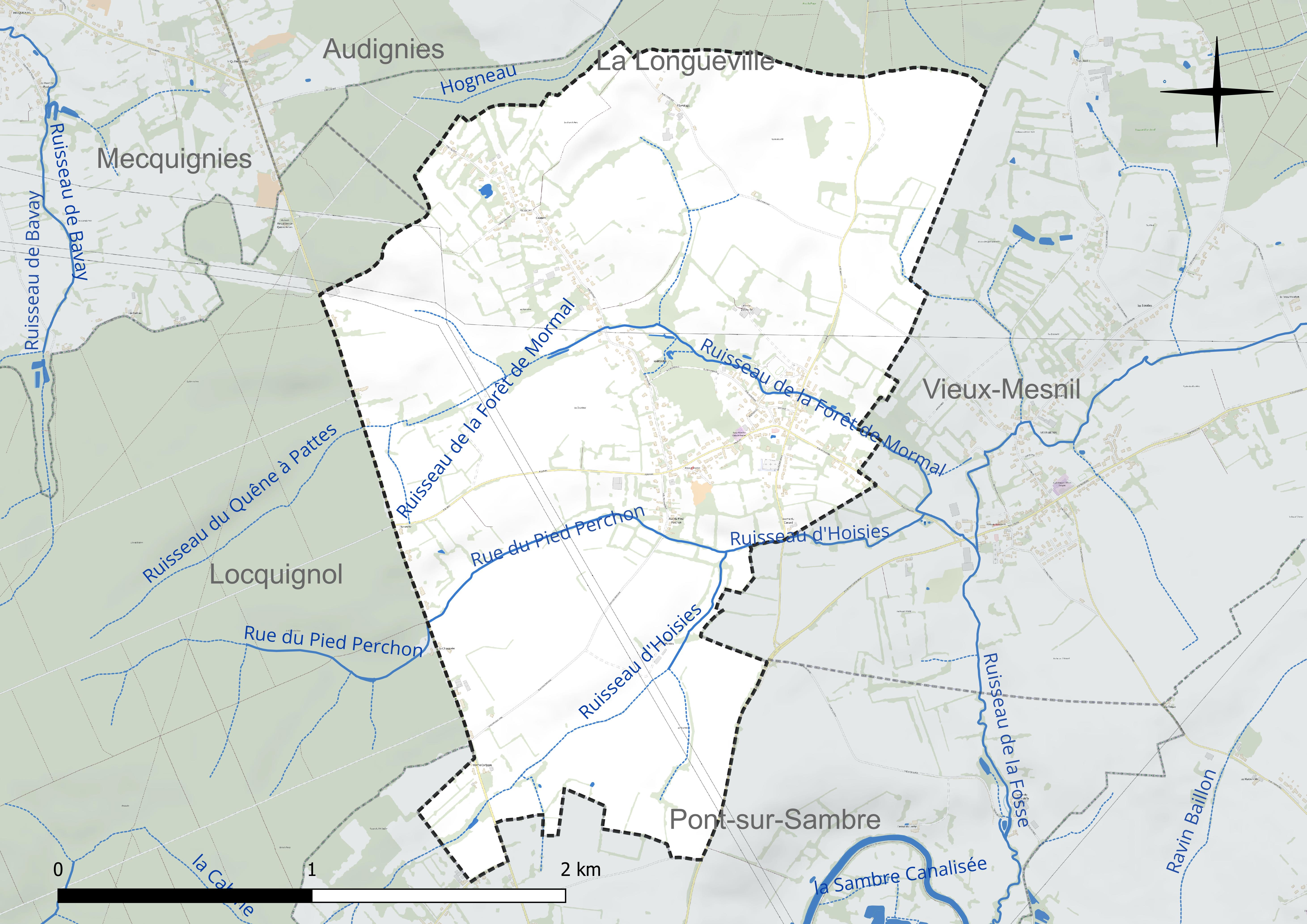
Réseau hydrographique d'Hargnies.

#### Gestion et qualité des eaux
Le territoire communal est couvert par le schéma d'aménagement et de gestion des eaux (SAGE) « Sambre ». Ce document de planification concerne un territoire de 1 253 km2 de superficie, délimité par le bassin versant de la Sambre. Le périmètre a été arrêté le 1er novembre 2003 et le SAGE proprement dit a été approuvé le 21 septembre 2012, puis modifié le 18 août 2022. La structure porteuse de l'élaboration et de la mise en œuvre est le syndicat mixte du Parc naturel régional de l'Avesnois. 
La qualité des cours d'eau peut être consultée sur un site dédié géré par les agences de l'eau et l'Agence française pour la biodiversité. 

### Climat
Pour des articles plus généraux, voir Climat des Hauts-de-France et Climat du Nord.
En 2010, le climat de la commune est de type climat des marges montargnardes, selon une étude du CNRS s'appuyant sur une série de données couvrant la période 1971-2000. En 2020, Météo-France publie une typologie des climats de la France métropolitaine dans laquelle la commune est exposée à un climat océanique altéré et est dans la région climatique  Nord-est du bassin Parisien, caractérisée par un ensoleillement médiocre, une pluviométrie moyenne régulièrement répartie au cours de l'année et un hiver froid (3 °C). 
Pour la période 1971-2000, la température annuelle moyenne est de 10 °C, avec une amplitude thermique annuelle de 15 °C. Le cumul annuel moyen de précipitations est de 838 mm, avec 12,7 jours de précipitations en janvier et 10,1 jours en juillet. Pour la période 1991-2020, la température moyenne annuelle observée sur la station météorologique la plus proche, située sur la commune de Saint-Hilaire-sur-Helpe à 15 km à vol d'oiseau, est de 10,5 °C et le cumul annuel moyen de précipitations est de 802,4 mm,. Pour l'avenir, les paramètres climatiques de la commune estimés pour 2050 selon différents scénarios d'émission de gaz à effet de serre sont consultables sur un site dédié publié par Météo-France en novembre 2022.

## Urbanisme

### Typologie
Au 1er janvier 2024, Hargnies est catégorisée commune rurale à habitat dispersé, selon la nouvelle grille communale de densité à sept niveaux définie par l'Insee en 2022.
Elle est située hors unité urbaine. Par ailleurs la commune fait partie de l'aire d'attraction de Maubeuge (partie française), dont elle est une commune de la couronne,. Cette aire, qui regroupe 65 communes, est catégorisée dans les aires de 50 000 à moins de 200 000 habitants,.

### Occupation des sols
L'occupation des sols de la commune, telle qu'elle ressort de la base de données européenne d'occupation biophysique des sols Corine Land Cover (CLC), est marquée par l'importance des territoires agricoles (94,4 % en 2018), une proportion identique à celle de 1990 (94,4 %). La répartition détaillée en 2018 est la suivante : 
terres arables (51,3 %), prairies (35,2 %), zones agricoles hétérogènes (7,9 %), zones urbanisées (5,6 %), forêts (0,1 %). L'évolution de l'occupation des sols de la commune et de ses infrastructures peut être observée sur les différentes représentations cartographiques du territoire : la carte de Cassini (XVIIIe siècle), la carte d'état-major (1820-1866) et les cartes ou photos aériennes de l'IGN pour la période actuelle (1950 à aujourd'hui).

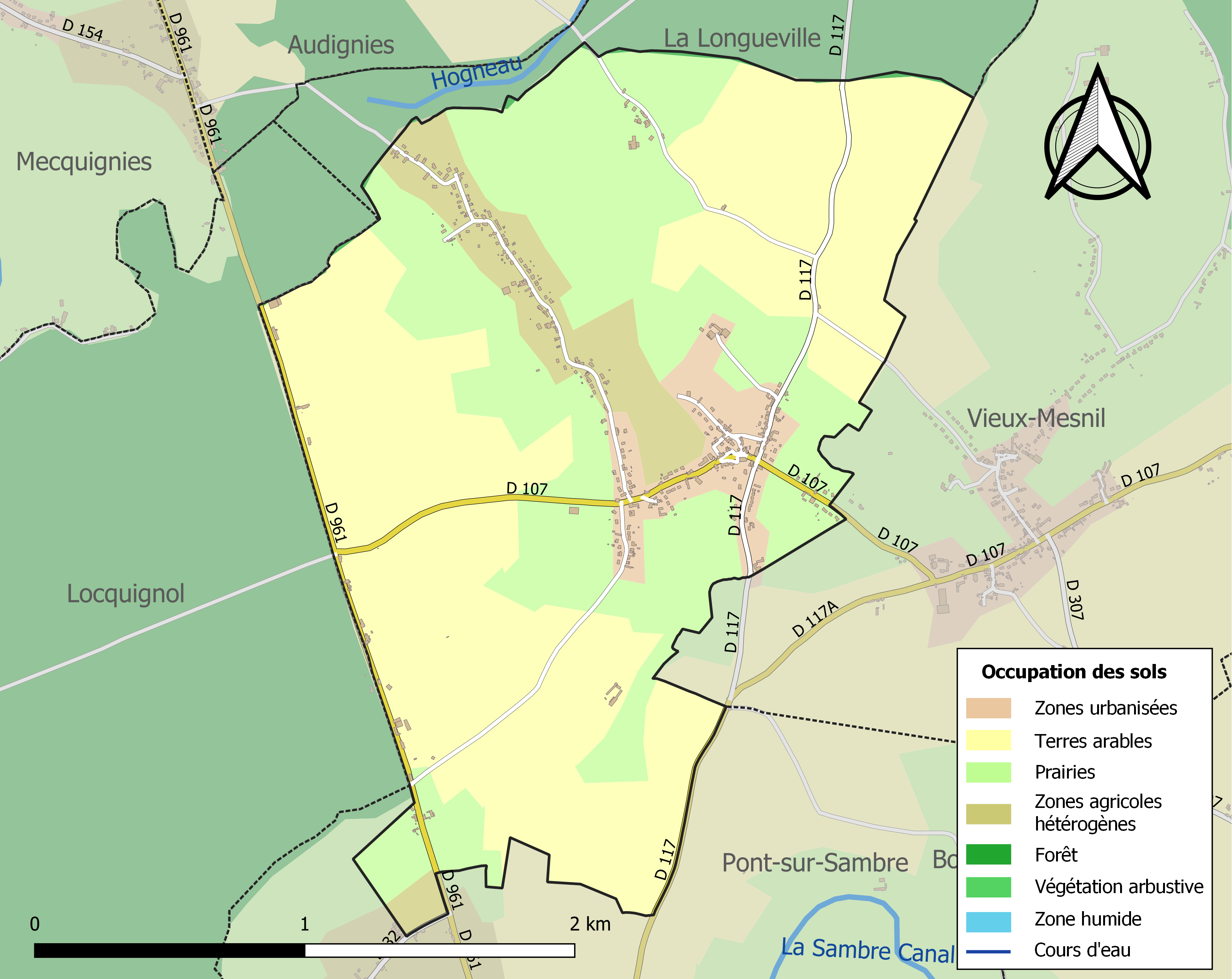
Carte des infrastructures et de l'occupation des sols de la commune en 2018 (CLC).

### Voies de communication et transports
La commune est desservie, en 2024, par la ligne 24 et par le service de transport à la demande du réseau Stibus. Elle est également desservie par les lignes 978 et 979 du réseau interurbain Arc-en-Ciel 4.

## Toponymie
Heneneias (10e s.), Harigni (1131), in Harineio maiori (1140), Haringi (1160), Harignicensis (1166), Haregni (1179).
D'après M. Gysseling, le nom proviendrait de Hariniacas (« appartenant à Hari », Hari étant un anthroponyme germanique dérivé de harja, « armée »).

## Histoire
Les historiens ne sont pas d'accord sur l'interpretation d'un texte latin sur un Locus Hornensis ayant existé au temps des invasions romaines, qui indiquerait ou n'indiquerait pas Hargnies. Ce qui est sûr c'est que le territoire de Hargnies touche à une des sept voies romaines autour de Bavay et que des traces de la présence romaine y ont été trouvées.
Une bulle du Pape Innocent II de 1131 donne droit aux Harineggi (habitants de Harigni) de se faire enterrer à l'abbaye d'Hautmont, à condition de faire une aumône convenable. L'abbaye d'Hautmont avait alors des droits d'autel sur Harigni et, grâce à ces aumônes, y a des propriétés ensuite. Des lettres du comte Baudoin d'Avesnes sur Territorium Harigniacense en 1166 et sur Harigni ont trait à de tels aumônes et en 1186 un acte de Jean d'Avesnes décrit un conflit de l'abbaye avec Olbaldus, chevalier de Harigni, et son frère Nicolas concernant un tel aumône de leur ancêtre Liébert.
La famille d'Avesnes joue plus tard encore un rôle dans l'histoire de Hargnies, puisque c'est par Beatrix, fille de Bauduin d'Avesnes, veuve de Henri III de Luxembourg, que Hargnies passe à la famille de Luxembourg et notamment à Jean de Luxembourg, roi de Bohême et de Pologne, qui en 1321 en prêta hommage au comte d'Hainaut. Il s'en débarrasse en 1334 en le vendant au comte d'Hainaut. De 1334 à la Révolution, Hargnies avait les mêmes seigneurs qu'Aymeries.
Tout au long de l'époque féodale, Hargnies, en tant que terre du comté de Hainaut, a changé souvent de souveraineté : Lorraine de 879 à 1051 ; Flandre de 1051 à 1280 ; Avesnes de 1280 à 1344 ; Bavière de 1345 à 1427 ; Bourgogne de 1427 à 1477 ; Autriche de 1477 à 1555 et Espagne de 1555 à 1659. Ce n'est qu'en 1678 par le traité de Nimègue, mettant fin à la guerre de Hollande, que le Hainaut, dont Hargnies fait partie, fut intégré à la France.

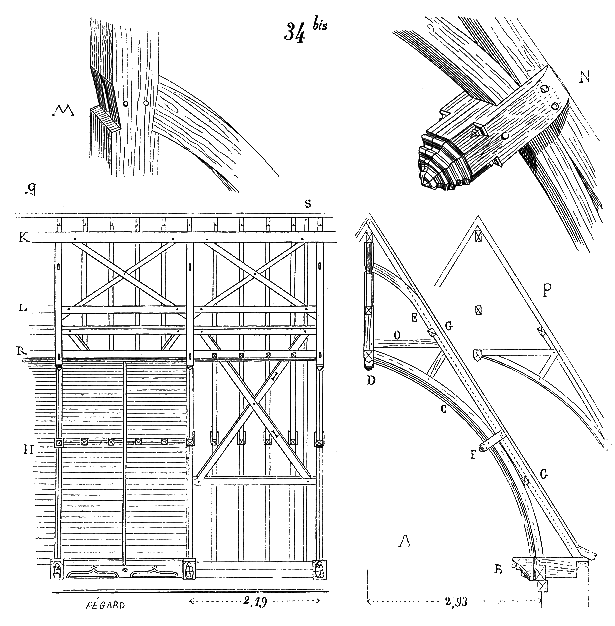
Charpente de l'ancienne église d'Hargnies, dessin de Viollet-le-Duc.

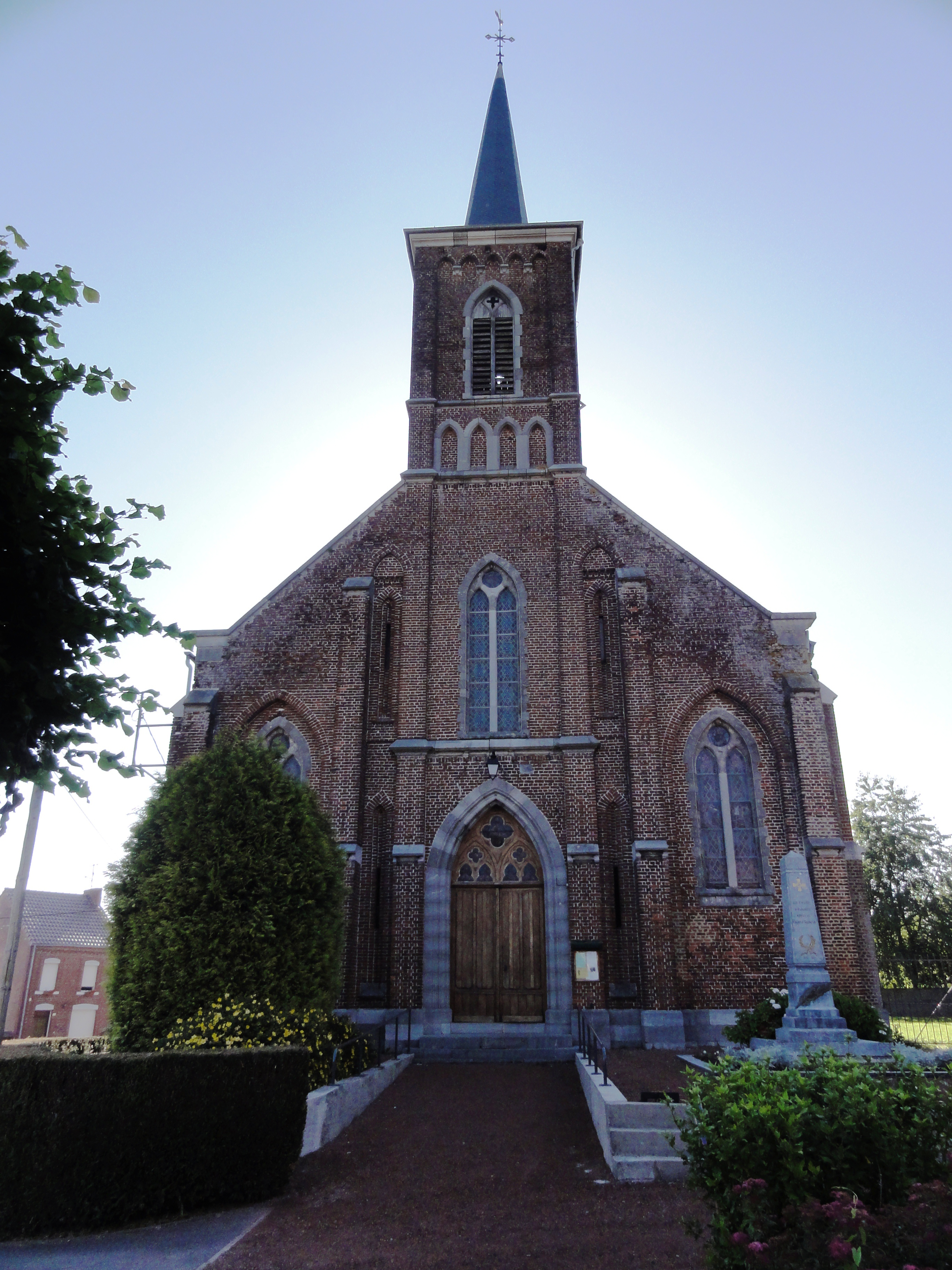
L'église Saint-Pierre de 1866.

Hargnies a depuis le XIIe siècle formé une paroisse avec Vieux-Mesnil.
La seigneurie est détenue par Pierre Bady, seigneur d'Aymeries, au début du XVIIIe siècle.
Le 27 novembre 1788, sont érigées en duché les terres de Condé, Fresnes, Vieux-Condé, Hargnies, situées en Hainaut, sous la dénomination de duché de Croÿ en faveur d'Emmanuel Ferdinand François duc de Croÿ (maison de Croÿ).
Après la Révolution, Hargnies devenait une paroisse du décanat de Berlaimont, et Vieux-Mesnil du décanat de Boussières. L'ancienne église de Hargnies du XVe siècle et démoli vers 1866, contenait une charpente intéressante décrite par Eugène Viollet-le-Duc. L'église actuelle date de 1866.
Pendant la guerre de 1914-1918 Hargnies a été un des lieux de combat de la bataille de Maubeuge, novembre 1918. Pour cela, le village a reçu la Croix de guerre 1914-1918.

## Héraldique
|  | Les armes de Hargnies se blasonnent ainsi : D'azur à trois clefs d'or mises en pal, les pannetons en haut et à dextre. |

## Politique et administration
Maire en 1802-1803 : Lucas.
Maire en 1807 : Hostelard.

Maire en 1939 : Haplencour.
| Période                                  | Période                     | Identité              | Étiquette | Qualité |
| ---------------------------------------- | --------------------------- | --------------------- | --------- | ------- |
| Les données manquantes sont à compléter. |                             |                       |           |         |
| 1983                                     | 2001                        | Daniel Leroy          |           |         |
| mars 2001                                | mars 2008                   | Claude Lemaire        |           |         |
| mars 2008                                | avril 2014                  | Raymond Jumiaux       |           |         |
| 4 avril 2014                             | En cours (au 10 avril 2014) | Pierre Van Wynendaele |           |         |

## Population et société

### Démographie

#### Évolution démographique
L'évolution du nombre d'habitants est connue à travers les recensements de la population effectués dans la commune depuis 1793. Pour les communes de moins de 10 000 habitants, une enquête de recensement portant sur toute la population est réalisée tous les cinq ans, les populations de référence des années intermédiaires étant quant à elles estimées par interpolation ou extrapolation. Pour la commune, le premier recensement exhaustif entrant dans le cadre du nouveau dispositif a été réalisé en 2008.

En 2022, la commune comptait 613 habitants, en évolution de +1,16 % par rapport à 2016 (Nord : +0,51 %, France hors Mayotte : +2,11 %).
| 1793 | 1800 | 1806 | 1821 | 1831 | 1836 | 1841 | 1846 | 1851 |
| ---- | ---- | ---- | ---- | ---- | ---- | ---- | ---- | ---- |
| 305  | 303  | 421  | 517  | 489  | 481  | 516  | 525  | 572  |

| 1856 | 1861 | 1866 | 1872 | 1876 | 1881 | 1886 | 1891 | 1896 |
| ---- | ---- | ---- | ---- | ---- | ---- | ---- | ---- | ---- |
| 586  | 590  | 596  | 515  | 544  | 528  | 500  | 492  | 444  |

| 1901 | 1906 | 1911 | 1921 | 1926 | 1931 | 1936 | 1946 | 1954 |
| ---- | ---- | ---- | ---- | ---- | ---- | ---- | ---- | ---- |
| 486  | 443  | 423  | 356  | 395  | 362  | 366  | 394  | 403  |

| 1962 | 1968 | 1975 | 1982 | 1990 | 1999 | 2006 | 2008 | 2013 |
| ---- | ---- | ---- | ---- | ---- | ---- | ---- | ---- | ---- |
| 402  | 420  | 408  | 408  | 450  | 456  | 545  | 571  | 593  |

| 2018 | 2022 | - | - | - | - | - | - | - |
| ---- | ---- | - | - | - | - | - | - | - |
| 609  | 613  | - | - | - | - | - | - | - |

#### Pyramide des âges
La population de la commune est relativement jeune.
En 2018, le taux de personnes d'un âge inférieur à 30 ans s'élève à 36,1 %, soit en dessous de la moyenne départementale (39,5 %). À l'inverse, le taux de personnes d'âge supérieur à 60 ans est de 20,0 % la même année, alors qu'il est de 22,5 % au niveau départemental.
En 2018, la commune comptait 316 hommes pour 293 femmes, soit un taux de 51,89 % d'hommes, largement supérieur au taux départemental (48,23 %).
Les pyramides des âges de la commune et du département s'établissent comme suit.
| Hommes | Classe d’âge | Femmes |
| ------ | ------------ | ------ |
| 0,0    | 90 ou +      | 0,3    |
| 4,4    | 75-89 ans    | 7,2    |
| 14,9   | 60-74 ans    | 13,3   |
| 22,5   | 45-59 ans    | 19,8   |
| 18,7   | 30-44 ans    | 27,0   |
| 18,7   | 15-29 ans    | 12,3   |
| 20,9   | 0-14 ans     | 20,1   |

| Hommes | Classe d’âge | Femmes |
| ------ | ------------ | ------ |
| 0,5    | 90 ou +      | 1,4    |
| 5,3    | 75-89 ans    | 8,1    |
| 14,8   | 60-74 ans    | 16,2   |
| 19,1   | 45-59 ans    | 18,4   |
| 19,5   | 30-44 ans    | 18,7   |
| 20,7   | 15-29 ans    | 19,1   |
| 20,2   | 0-14 ans     | 18     |

## Lieux et monuments
- Lieux : La cense d'Oizies. La ferme du Corbeau; La seigneurie d'Oizies.
- L'église Saint-Pierre de 1866 avec un reliquaire de Saint-Fidèle.
- La chapelle Notre-Dame-de-Quartes de 1786 ; la chapelle Notre Dame de Walcourt, 1822, et quelques autres chapelles-oratoires sur le territoire de la commune.
- Le cimetière communal d'Hargnies héberge 25 tombes du Commonwealth War Graves Commission, soldats morts le 5 et 6 novembre 1918 à la libération de Maubeuge[38].

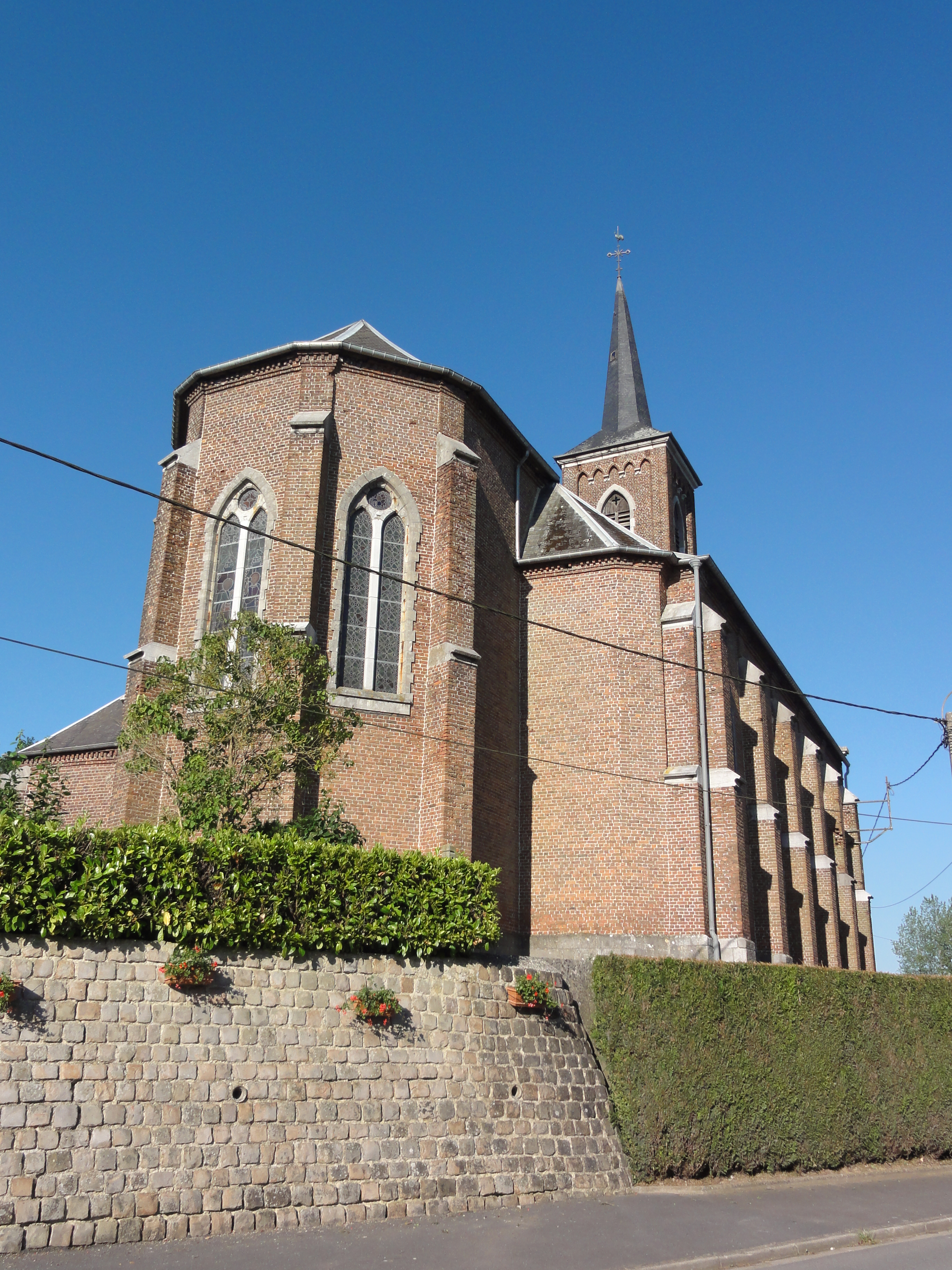
L'église.
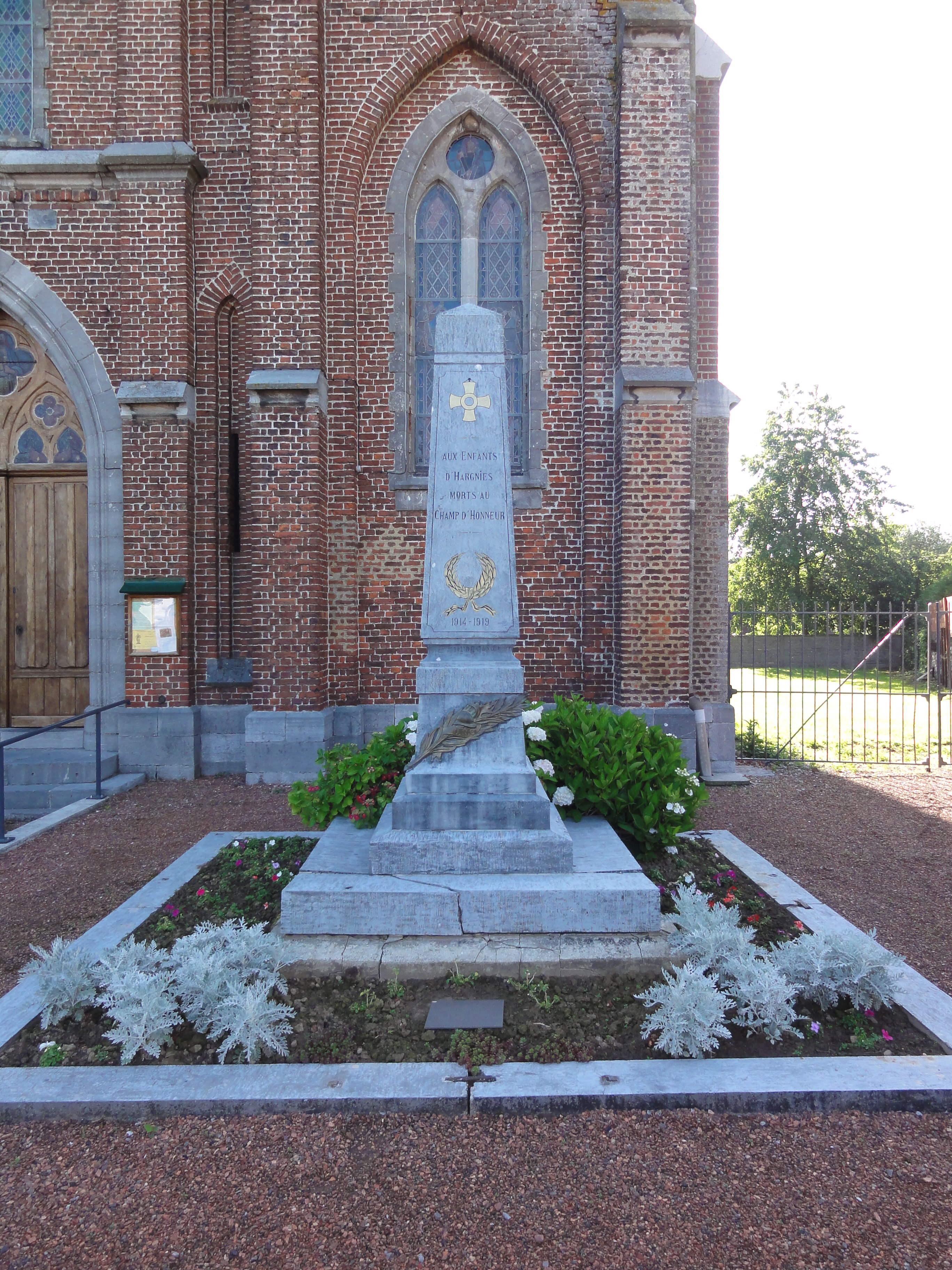
Le monument aux morts.
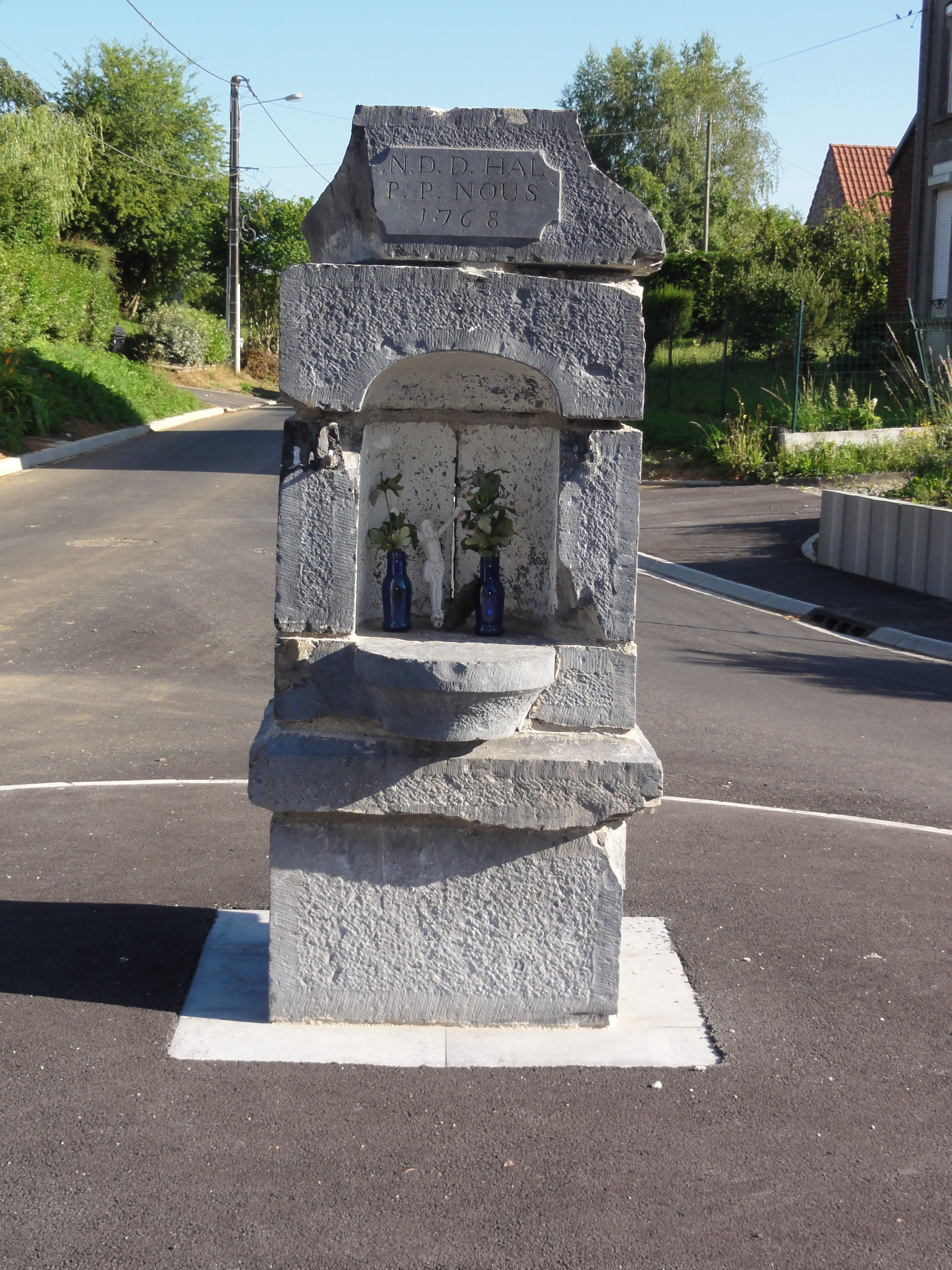
La chapelle N.D.D.Hal, 1768.
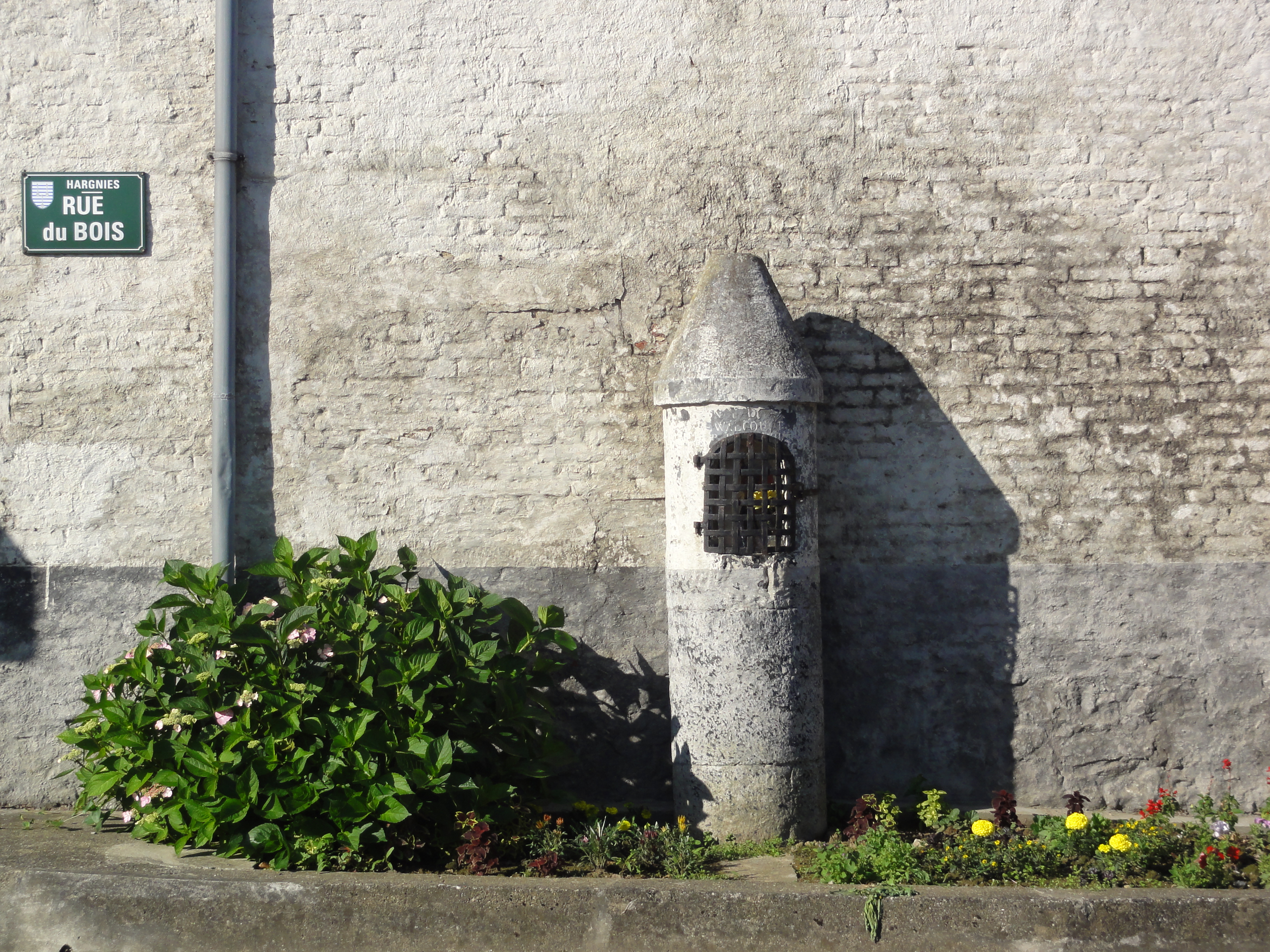
La chapelle Notre-Dame de Walcourt, 1822, rue du Bois.
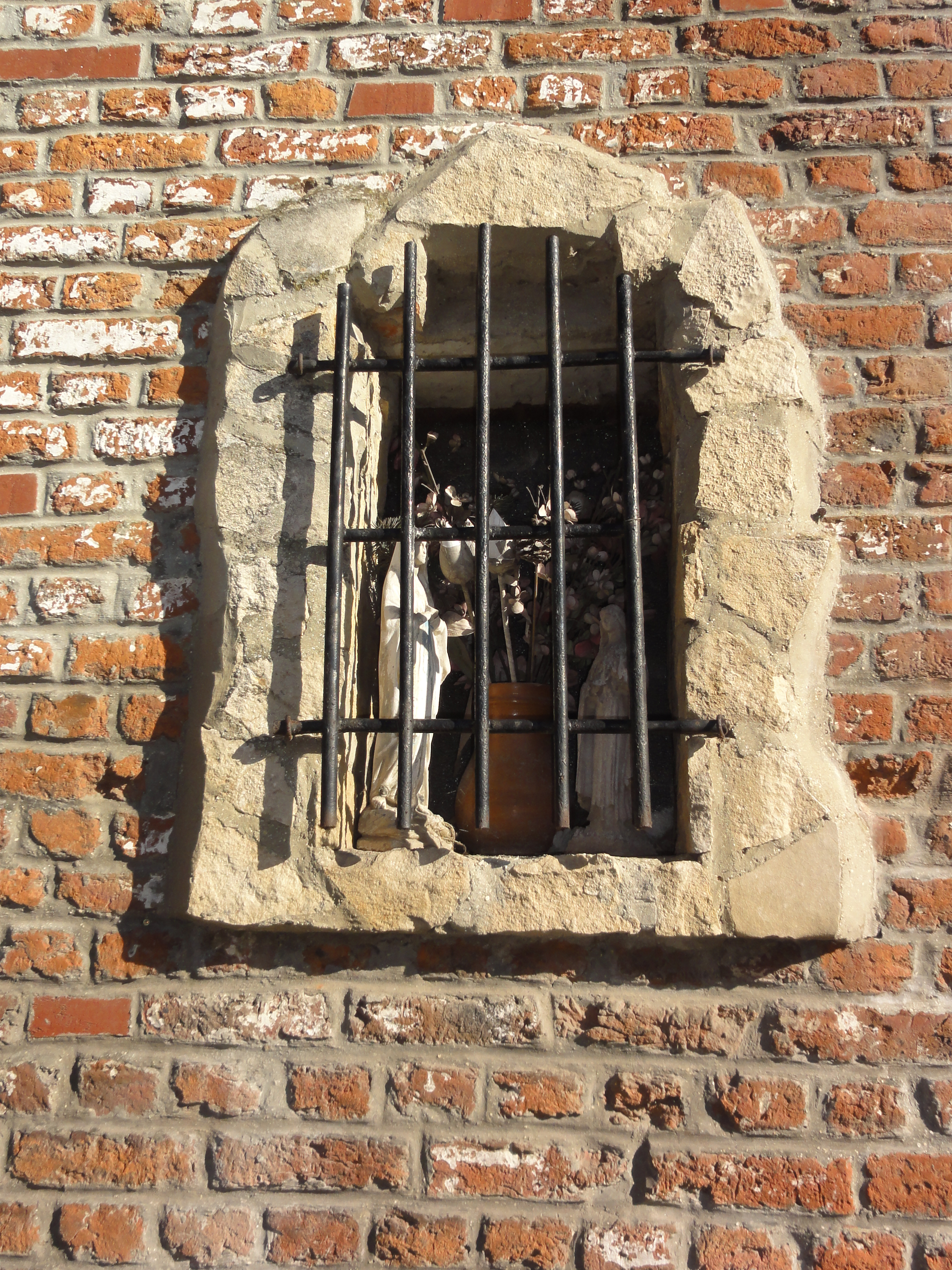
Une niche.

## Pour approfondir